# Bordeaux
 Denne artikel omhandler den franske by Bordeaux. Opslagsordet har også en anden betydning, se Bordeaux (flertydig).
Bordeaux er en storby i det sydvestlige Frankrig. Den er administrativ hovedby (præfektur) for departementet Gironde og hovedstad for den administrative region Nouvelle-Aquitaine. Befolkningstallet er ca. 230.000, med en total befolkning i det bymæssige område omkring 754.000. Indbyggerne kaldes Bordelais/Bordelaise.
Bordeaux er desuden hovedby i vindistriktet Bordeaux.

## Historie
Bordeaux var en af den den tyske marines u-båds baser under 2. verdenskrig.

## Demografi
| 30 000                                                                 | 10 000  | 20 000  | 40 000  | 60 000  | 111 000 | 91 000  | 258 000 | 280 000 |
| 1954                                                                   | 1962    | 1968    | 1975    | 1982    | 1990    | 1999    | 2005*   |         |
| 284 494                                                                | 278 000 | 266 000 | 223 000 | 208 159 | 210 336 | 215 363 | 230 600 |         |
| Skøn før 1801. Tællinger fra 1801; * Skøn fra INSEE pr. 1. januar 2005 |         |         |         |         |         |         |         |         |

## Infrastruktur
Byens lufthavn, Bordeaux-Mérignac Airport, er den sjettemest travle i Frankrig baseret på passagerantal. Udover en række indenlandske forbindelser er der herfra også forbindelser til en lang række lufthavne i resten af Europa samt i Nordafrika, fra sommeren 2017 også København.
Byens centrale jernbanestation er Gare de Bordeaux-Saint-Jean, og herfra er der blandt andet TGV-forbindelse til Paris, Toulouse og Irun.

## Venskabsbyer og samarbejdspartnere
- Venskabsbyer

 Bristol, Forenede Kongerige, fra år 1947
 Lima, Peru, fra år 1957
 Quebec, Canada, fra år 1962
 München, Tyskland, fra år 1964
 Los Angeles, USA, fra år 1968
 Porto, Portugal, fra år 1978
 Fukuoka, Japan, fra år 1982
 Madrid, Spanien, fra år 1984
 Ashdod, Israel, fra år 1984
 Casablanca, Marokko, fra år 1988
 Wuhan, Folkerepublikken Kina, fra år 1998
 Oran, Algeriet, fra år 2003
- Samarbejdsaftaler

 Sankt Petersborg, Rusland, fra år 1992
 Riga, Letland, fra år 1993
 Krakow, Polen, fra år 1993
 Bilbao, Spanien, fra år 2000

## Uddannelse
- E-Artsup
- École pour l'informatique et les nouvelles technologies
- ESME Sudria
- Kedge Business School
- Université Bordeaux I